# Tshutshu Tshakasua
Tshutshu Tshakasua Wa Tshakasua, född 15 maj 1997, är en svensk fotbollsspelare som spelar för Sandvikens AIK.

## Karriär
Tshakasua är född i Kongo-Kinshasa, men tvingades som tvååring fly med sin familj till Angola på grund av konflikter och inbördeskrig i Kongo. Därefter flyttade familjen till Frankrike innan han via Malmö och Hedemora, kom till Gävle som nioåring.
Tshakasua började spela fotboll i Brynäs IF som nioåring. Där spelade han fram till 2010 då han gick till Gefle IF. I april 2014 skrev Tshakasua på ett a-lagskontrakt med klubben. Han gjorde sin debut i a-laget den 1 mars 2015 i en Svenska cupen-match mot Varbergs BoIS. Gefle vann matchen med 2–1 efter att Tshakasua gjort det avgörande målet på övertid. Han gjorde sin allsvenska debut den 5 april 2015 i premiäromgången mot Falkenbergs FF (2–0-vinst), där han byttes in på övertid mot Dioh Williams. I april 2015 förlängde Tshakasua sitt kontrakt med klubben fram över säsongen 2018.
I augusti 2016 lånades Tshakasua ut till Sandvikens IF. I augusti 2017 lånades han ut till IFK Luleå. I mars 2018 lånades Tshakasua ut till Huddinge IF. Inför säsongen 2019 gick han till Valbo FF. I februari 2020 återvände Tshakasua till Gefle IF.
Inför säsongen 2023 gick Tshakasua till division 2-klubben Sandvikens AIK.